# Thomas Ferguson
Thomas Ferguson (nacido en 1949) es un politólogo y autor estadounidense, que escribe sobre política y economía, a menudo dentro de una perspectiva histórica. Es más conocido por su Teoría de Inversión de la Competencia, que describe en detalle en su libro escrito en 1995 La Regla de Oro: La Teoría de Inversión de la Competencia y de la Lógica del Dinero impulsada por los Sistemas Políticos.

## Biografía
Ferguson obtuvo su Ph D. de la Universidad de Princeton antes de comenzar la enseñanza en el Instituto de Tecnología de Massachusetts y la Universidad de Texas, en Austin. Más tarde se trasladó a la Universidad de Massachusetts en Boston, donde actualmente es Profesor Emérito de Ciencia Política. Ferguson es miembro de la junta asesora en el Instituto para el Nuevo Pensamiento Económico, donde es Director de Investigación, y también es senior fellow en el Roosevelt Institute.
Junto a su trabajo académico Ferguson también ha contribuido ampliamente a los medios de comunicación populares. Ha sido redactor en The Nation y escritor que contribuye en el Huffington Post. también es editor colaborador en AlterNet.

## Teoría de la inversión de la competencia entre partidos
Más información: teoría de la inversión de la competencia entre partidos
Ferguson es más conocido por su Teoría de Inversión de la Competencia entre Partidos, que fue detallada más ampliamente en su libro de 1995 La regla de oro: la teoría de la inversión de la competencia de partidos y la lógica de los sistemas políticos impulsados por el dinero. La teoría establece que los sistemas políticos que presentan competencia partidista se entienden mejor como competiciones para la inversión de segmentos ricos de la sociedad. Esto se debe a que las campañas políticas son caras, por lo que los partidos políticos cuyas políticas sean más atractivas para los "inversores" ricos tenderán a tener más éxito, ya que están en mejores condiciones de atraer las finanzas requeridas para ganar las campañas electorales.
La teoría contrasta con el teorema del votante medio, que establece que el resultado de las elecciones serán las preferencias del votante medio a medida que los partidos políticos convergen en el "centro del terreno político" mientras compiten por los votos.
En 2009, se publicó el documental Golden Rule: The Investment Theory of Politics sobre la teoría, que contó con oradores como Thomas Ferguson, Noam Chomsky y Michael Albert.

## Controversia en el MIT
Según Noam Chomsky, Thomas Ferguson fue advertido durante su estancia en el MIT de que su investigación podría hacer que se le negara la titularidad en el Departamento de Ciencias Políticas. Según Chomsky, le dijeron a Ferguson: "Si alguna vez desea obtener un cargo en este departamento, aléjese de todo después del New Deal; puedes escribir todas tus cosas radicales hasta el New Deal, pero si tratas de hacerlo para el período posterior al New Deal, nunca obtendrás tenencia en este departamento". Aunque no se mencionó explícitamente, la investigación fue ostensiblemente la teoría de la inversión de la competencia entre partidos.

## Obras seleccionadas
Ferguson ha escrito numerosos artículos académicos y una serie de libros.

### Libros
- Ferguson, Thomas; Rogers, Joel (eds.) (1984). The Political Economy: Readings in the Politics and Economics of American Public Policy (3. print. edición). New York: M.E. Sharpe, Inc. ISBN 0873322762.

- Ferguson, Thomas; Rogers, Joel (1988). Right turn: The Decline of the Democrats and the Future of American Politics (3. print. edición). New York: Hill and Wang. ISBN 0809001705.

- Ferguson, Thomas (1995). Golden Rule: The Investment Theory of Party Competition and the Logic of Money-driven Political Systems. Chicago: University of Chicago Press. ISBN 0226243176.

### Artículos
- Ferguson, Thomas (1973). «The Political Economy of Knowledge and the Changing Politics of the Philosophy of Science». Telos 15 (Spring).
- Ferguson, Thomas (1983). «Party Realignment and American Industrial Structure: The Investment Theory of Political Parties in Historical Perspective». Research in Political Economy 6.
- Ferguson, Thomas (1984). «From Normalcy to New Deal: Industrial structure, Party Competition, and American Public Policy in the Great Depression». International Organization 38 (1). doi:10.1017/s0020818300004276. Archivado desde el original el 4 de marzo de 2016.
- Ginsberg, Benjamin, ed. (1986). «Elites and Elections, or: What Have They Done to You Lately? Toward an Investment Theory of Political Parties and Critical Realignment». Do Elections Matter?. M.E. Sharpe. ISBN 978-1-56324-446-9.
- Ferguson, Thomas (1989). «By Invitation Only: Party Competition and Industrial Structure in the 1988 Election». Socialist Review 19: 73-103.
- Ferguson, Thomas (1991). «Industrial Structure and Party Competition in the New Deal». Sociological Perspectives 34: 493-526. doi:10.2307/1389404.
- Hodgson, Godfrey, ed. (1992). «Money and Politics». The United States (Handbooks to the Modern World). ISBN 978-0816016211. |editor= y |apellido-editor= redundantes (ayuda)
- Ferguson, Thomas; Galbraith, James K. (2001). «The American Wage Structure, 1920-1947».  En Galbraith, James K., ed. Inequality and Industrial Change: A Global View. Cambridge University Press. pp. 33-78. ISBN 9780521662741.
- Ferguson, Thomas (2001). «Blowing Smoke: Impeachment, the Clinton Presidency, and the Political Economy».  En Crotty, William J., ed. The State of Democracy in America. Georgetown University Press. pp. 195–254. ISBN 9780878408610. |editor= y |apellido-editor= redundantes (ayuda)
- Ferguson, Thomas (2005), «Holy Owned Subsidiary: Globalization, Religion and Politics in the 2004 Election», A Defining Election: The Presidential Race of 2004, Routledge, ISBN 1317478185..
- Ferguson, Thomas; Voth, Hans-Joachim (2008). «Betting on Hitler: The Value of Political Connections in Nazi Germany». Quarterly Journal of Economics 123 (1): 101-137. doi:10.1162/qjec.2008.123.1.101.
- Ferguson, Thomas; Johnson, Robert (2009). «Too Big to Bail: The 'Paulson Put,' Presidential Politics, and the Global Financial Meltdown, Part I: From Shadow Banking System to Shadow Bailout». International Journal of Political Economy 38 (1): 3-34. doi:10.2753/ijp0891-1916380101.
- Ferguson, Thomas; Johnson, Robert (2009). «Too Big to Bail: The 'Paulson Put,' Presidential Politics, and the Global Financial Meltdown, Part II: Fatal Reversal - Single Payer and Back». International Journal of Political Economy 38 (2): 5-45. doi:10.2753/ijp0891-1916380201.
- Ferguson, Thomas; Jorgensen, Paul; Chen, Jie (2013). «Party Competition and Industrial  Structure in the 2012 Elections: Who’s Really Driving the Taxi to the Dark Side?». International Journal of Political Economy 42 (3): 3-41. Archivado desde el original el 24 de agosto de 2016. Consultado el 6 de junio de 2018.

### Divulgación
- "Financial Regulation? Don't Get Your Hopes Up", Talking Points Memo, 2008-04-17
- "Bridge Loan to Nowhere?", The Nation, 2008-09-24
- Ferguson, Thomas (17 de julio de 2012). «Cover Ups Are Worse Than Vanishing Data: The Facts About the FEC’s Data Downloads». AlterNet. Consultado el 7 de agosto de 2016.

- Ferguson, Thomas (20 de diciembre de 2012). «Revealed: Why the Pundits Are Wrong About Big Money and the 2012 Elections». AlterNet. Consultado el 7 de agosto de 2016.

- Ferguson, Thomas (28 de junio de 2016). «Defying the Investors: Thomas Ferguson on how voter alienation from corporate candidates produced this year’s dizzying election results.». Jacobin. Consultado el 7 de agosto de 2016.